# Wuhan Yangtze River Shipping Center
Le Wuhan Yangtze River Shipping Center est un gratte-ciel en construction à Wuhan en Chine. Il s'élèvera à 330 mètres. 